# All We Imagine as Light
Pour plus de détails, voir Fiche technique et Distribution.
All We Imagine as Light est un film franco-indo-italo-luxembourgo-néerlandais réalisé par Payal Kapadia et sorti en 2024. Il s'agit du premier long métrage de fiction de la réalisatrice, qui avait auparavant réalisé des courts métrages et un long métrage documentaire.
Le film, divisé en deux parties, a pour sujets la société et le féminisme en Inde.
Il est sélectionné en compétition officielle au Festival de Cannes 2024 et y remporte le Grand prix du jury. C'est le premier film indien à y être distingué en sélection officielle depuis 30 ans, et à concourir pour la Palme d'or.

## Synopsis
Chronique des travailleurs nocturnes à Bombay, mégalopole indienne. Le film s'attache plus particulièrement aux portraits intimes de trois femmes : deux infirmières colocataires, Prabha et Anu, et une cuisinière[réf. nécessaire], Parvaty. Toutes les trois travaillent dans le même hôpital.
Prabha, grave et tourmentée, ancrée dans les traditions, est mariée mais son époux est parti en Allemagne et n'a plus donné de nouvelles depuis longtemps, jusqu'au jour où Prabha reçoit de sa part un cuiseur à riz. Elle est courtisée par un médecin timide qui lui écrit des poèmes. Anu, plus jeune, plus moderne et plus enjouée, a un petit ami musulman, Shiaz, qu'elle retrouve dans des endroits isolés de la ville. Parvaty, veuve, est en attente d'expulsion de son logement, qui doit être démoli, mais elle ne parvient pas à prouver son droit à être relogée ou obtenir une compensation, car son défunt mari ne lui a laissé aucun document. Elle est aidée par Prabha dans ses démarches.

## Fiche technique
Sauf indication contraire, les informations mentionnées dans cette section peuvent être confirmées par les bases de données cinématographiques IMDb, Allociné et Unifrance,  présentes dans la section « Liens externes ».
- Titre original : All We Imagine as Light
- Réalisation et scénario : Payal Kapadia
- Musique : Topshe (Dhritiman Das)
- Décors : Piyusha Chalke, Shamim Khan et Yashasvi Sabharwal
- Costumes : Maxima Basu (en)
- Photographie : Ranabir Das
- Son : Romain Ozanne, Benjamin Silvestre et Olivier Voisin
- Montage : Clément Pinteaux
- Production : Julien Graff et Thomas Hakim
  - Production déléguée : Harshit Agrawal
  - Coproduction : Gilles Chanial, Ranabir Das, Frank Hoeve, Zico Maitra, Roberto Minervini, Olivier Père et Denise Ping Lee
- Sociétés de production : Petit Chaos (France), en coproduction avec Chalk and Cheese (Inde), Another Birth (Inde), Arte France Cinéma (France), Baldr Film (Pays-Bas), Les Films Fauves (Luxembourg) et Pulpa Film (Italie)
- Sociétés de distribution : Condor Distribution (France) ; September Film (Pays-Bas)
- Pays de production :  France,  Inde,  Italie,  Luxembourg et  Pays-Bas
- Langues originales : malayalam et hindi[1]
- Format : couleur — 1,66:1 — Dolby Digital
- Genre : drame, romance
- Durée : 115 minutes
- Dates de sortie :
  - France : 23 mai 2024 (Festival de Cannes) ; 18 juillet 2024 (réseau Utopia)[5] ; 2 octobre 2024[6] (sortie nationale)

## Distribution
- Kani Kusruti : Prabha
- Divya Prabha (en) : Anu
- Chhaya Kadam (en) : Parvaty
- Hridhu Haroon (en) : Shiaz, le petit ami d'Anu
- Azees Nedumangad (en) : Dr Manoj
- Anand Sami (en) : l'homme noyé

## Production

### Tournage
Le tournage commence le 15 juin 2023 à Bombay (Maharashtra) jusqu'au 22 juillet, avant de le reprendre en octobre dans un village portuaire à l'ouest de Ratnagiri (Maharashtra) durant 15 jours. « On a tourné à deux caméras. On a utilisé la caméra principale dans les lieux où on avait une autorisation de tournage. Et on s’est servi de la seconde — une petite Canon EOS C70 très efficace — pour les endroits où on n’en avait pas », ajoute Payal Kapadia.

### Musique
La musique du film est composée par Dhritiman Das, dit Topshe. Certaines œuvres de Emahoy Tsegué-Maryam Guèbrou sont utilisées comme musiques additionnelles.

## Accueil

### Accueil critique
En France, le site Allociné donne une moyenne de 3,8⁄5, d'après l'interprétation de 26 critiques de presse.
Le statut d,All We Imagine as Light comme co-production internationale le rend éligible par plusieurs comités cinématographiques nationaux dans le cadre des pré-sélections pour l'Oscar du meilleur film en langue étrangère. Un temps considéré comme candidat potentiel par le comité français, Emilia Pérez lui est finalement préféré ; les spécialistes de l'industrie s'attendent alors à ce que le comité indien le sélectionne, mais c'est Laapataa Ladies (en) qui est choisi pour représenter l'Inde aux Oscars, peut-être parce que ses producteurs auraient davantage de moyens financiers pour assurer la tournée promotionnelle du film.

## Distinctions

### Récompenses
- Festival de Cannes 2024 :
  - Grand prix
  - Prix des cinémas Art et Essai - Mention spéciale[12]

### Nominations
- Golden Globes 2025 : 
  - Meilleure réalisation
  - Meilleur film en langue étrangère

### Sélection
- Festival de Cannes 2024 : en compétition officielle